# Martin Sperr
Martin Sperr (né le 14 septembre 1944 à Steinberg près de Marklkofen, mort le 6 avril 2002 à Landshut) est un dramaturge et acteur allemand.

## Biographie
Martin Sperr est le fils d'un couple d'enseignants. D'après son acte de naissance, son nom complet est Helmuth Martin Sperr et on l'appelle Helmuth lorsqu'il est enfant. Cependant, il choisit ensuite le prénom de Martin.
Après la Seconde Guerre mondiale, son père est professeur principal à Wendelskirchen, où Sperr grandit. Après l'école de commerce Sabel à Munich (1958-1959), il est diplômé de l'école de commerce Trausnitz à Landshut (jusqu'en 1961) avec un diplôme d'études secondaires.
Le 1er septembre 1961, il entame un apprentissage de commis industriel chez Siemens à Munich, qu'il interrompt fin février 1962. À partir de 1961, il suit des cours à l'école de théâtre M. Nachbaur de Munich et fait ses débuts en 1962 au Theater44 dans le rôle de Lennie Klein dans Des souris et des hommes. De 1962 à 1964, il fréquente le Séminaire Max-Reinhardt à Vienne, qu'il dit avoir dû quitter « faute de talent ». Les premières versions des Scènes de chasse en Bavière sont créées. En 1964-1665, il fréquente l'école de théâtre Genzmer à Wiesbaden et réussit l'examen d'inscription pour le théâtre à Francfort-sur-le-Main le 4 mai 1965. Les Scènes de chasse en Bavière sont publiées en collaboration avec Karlheinz Braun de Suhrkamp Verlag. Sperr finance sa formation d'acteur en travaillant comme comptable, ouvrier non qualifié et veilleur de nuit.
Au cours de la saison 1965-1966, il travaille comme assistant metteur en scène et acteur au théâtre de Brême. Scènes de chasse en Bavière y est créé en mai 1966 (mise en scène : Rolf Becker et Wilfried Minks). La percée de la pièce est la représentation à la Schaubühne am Hallesches Ufer à Berlin, dans laquelle il joue le Rovo (mise en scène de Hagen Mueller-Stahl).
En 1968, Peter Fleischmann fait une adaptation au cinéma de la pièce en mettant en avant le fils prodigue homosexuel et la violence dans le village avec Sperr dans le rôle principal d'Abram. Le film est présenté à la Semaine de la Critique au Festival de Cannes 1969. Michael Strixner remporte le Bundesfilmpreis du meilleur second rôle masculin. En 1971, la pièce fait l'objet d'une adaptation en nouvelle. En 1984, Sperr joue le prêtre dans une représentation au Münchner Volkstheater.
En 1966, il traduit la pièce Sauvés d'Edward Bond en bavarois. En 1967, il participe à la première de la production de Peter Stein au Kammerspiele de Munich et accepte un engagement au Kammerspiele de Munich en tant qu'auteur et acteur.
Puis sa trilogie bavaroise sur la société d'après-guerre prend forme. Les Scènes de chasse en Bavière se déroulent en 1948, les Landshuter Erzählungen, publiés en 1967, décrivent une lutte concurrentielle entre deux entrepreneurs du bâtiment une décennie plus tard. Münchner Freiheit (1971) est une satire contemporaine sur la spéculation immobilière et les expulsions.
Martin Sperr n'est nullement nostalgique des tissus historiques. En 1970, Peter Palitzsch crée à Stuttgart sa pièce Koralle Meier avec Ruth Drexel qui incarne une prostituée vieillissante dans une petite ville de Basse-Bavière à l'époque nazie. En 1971, il écrit le scénario du téléfilm Der Räuber Mathias Kneißl avec Reinhard Hauff, dans lequel Mathias Kneissl devient un rebelle social. Il tend le miroir à la cupidité et à la bêtise bourgeoise avec sa comédie tragique sur la vie d'Adele Spitzeder dans le film du même nom. En 1977, il l'adapte pour le Theater Bonn.
Pour la saison 1969-1970, Sperr est de nouveau engagé à Brême. En 1972, il est longtemps dans le coma à la suite d'une hémorragie cérébrale, qui entraîne une amnésie et une perte de motivation. Depuis, il souffre de crises d'épilepsie. En 1974, il retourne au théâtre au Schauspielhaus Bochum, où il joue dans la première allemande de Borstal Boy de Brendan Behan. Suivent des représentations dans de petits théâtres privés à Munich avec des lectures de ses propres poèmes absurdes en 1976 ou en 1978 de sa pièce Adele Spitzeder au Studiotheater München. En 1982, on le voit dans  Hamlet au théâtre de Fribourg.
En 1983, il rejoint l'ensemble du Volkstheater de Munich. Il traduit en bavarois des textes de théâtre en langue allemande joués au Volkstheater, notamment Rheinpromenade d'Otto Muehl et Schweig, Bub! de Fitzgerald Kusz. Il se produit au Volkstheater et à la Tiroler Volksschauspiele à Telfs.
En 1968, il épouse Monika Koegler, dont il divorcera en 1969. Il fait un deuxième mariage avec l'actrice Katja Barwich. Sa fille Felicitas Sperr-Burger dédie une lettre personnelle à son père douze ans après sa mort.

## Œuvre
- Jagdszenen aus Niederbayern, première au Theater Bremen, mise en scène de Rolf Becker et Wilfried Minks, mai 1966 (adaptation au cinéma en 1968)
  - Scènes de chasse en Bavière, traduction de Michel Dubois.
- Landshuter Erzählungen, première au Münchner Kammerspiele 1968, mise en scène d'August Everding (de)
- Koralle Meier, première au Württembergisches Staatstheater Stuttgart 1970, mise en scène de Peter Palitzsch
- Jagd auf Außenseiter, mise en prose de la pièce Jagdszenen aus Niederbayern 1971, Weismann Verlag München
- Herr Bertolt Brecht sagt. Bei Brecht gelesen und für Kinder und andere Leute ausgesucht, 1970 (avec Monika Sperr)
- Münchner Freiheit, première à Düsseldorf 1971, mise en scène de Michael Kehlmann
- Bayrische Trilogie, Suhrkamp, 1972 (Jagdszenen aus Niederbayern, Landshuter Erzählungen, Münchner Freiheit)
- Scénario du téléfilm Adele Spitzeder, 1972
- Scénario du téléfilm Der Räuber Mathias Kneißl, ca. 1971
- Die Spitzeder, Première au Werkstattbühne Bonn 1977, mise en scène de Wolfgang Quetes
- Willst du Giraffen ohrfeigen, mußt du ihr Niveau haben, 1979 (prose, poèmes et dessins)
- Pièce Räuber Kneißl, 1998

## Filmographie
- 1965 : Die Verfolgung und Ermordung Jean Paul Marats (TV)
- 1968 : Scènes de chasse en Bavière (TV)
- 1968 : Im Dickicht der Städte (TV)
- 1969 : Scènes de chasse en Bavière
- 1971 : Mathias Kneissl
- 1972 : Fremde Stadt
- 1974 : Eiger (TV)
- 1977 : Hitler, un film d'Allemagne
- 1979 : Der ganz normale Wahnsinn (série télévisée, 1 épisode)
- 1981 : Heute spielen wir den Boß – Wo geht’s denn hier zum Film? (de)
- 1981 : Kater Lampe (TV)
- 1982 : Parsifal
- 1983 : Monaco Franze – Der ewige Stenz (série télévisée, 1 épisode)
- 1981–1983 : Die Knapp-Familie (de) (série télévisée, 5 épisodes)
- 1983 : Fast wia im richtigen Leben (série télévisée, 1 épisode)
- 1986 : Schafkopfrennen (série télévisée, 1 épisode)
- 1987 : Das Hintertürl zum Paradies (TV)
- 1987 : Minipli (TV)
- 1987 : Die Chinesen kommen (TV)
- 1989 : Inschallah (court métrage)
- 1989 : Der Pampelmusenmond (court métrage)
- 1990 : Rudolfo (TV)
- 1998 : Luna (court métrage)